# NGC 69
NGC 69 este o galaxie lenticulară din constelația Andromeda. Este o galaxie membră a grupului NGC 68. A fost descoperită de către astronomul irlandez R.J. Mitchell în 7 octombrie 1855.